# Franziskanerkirche (Hermannstadt)
Koordinaten: 45° 47′ 49,5″ N, 24° 9′ 19,9″ O

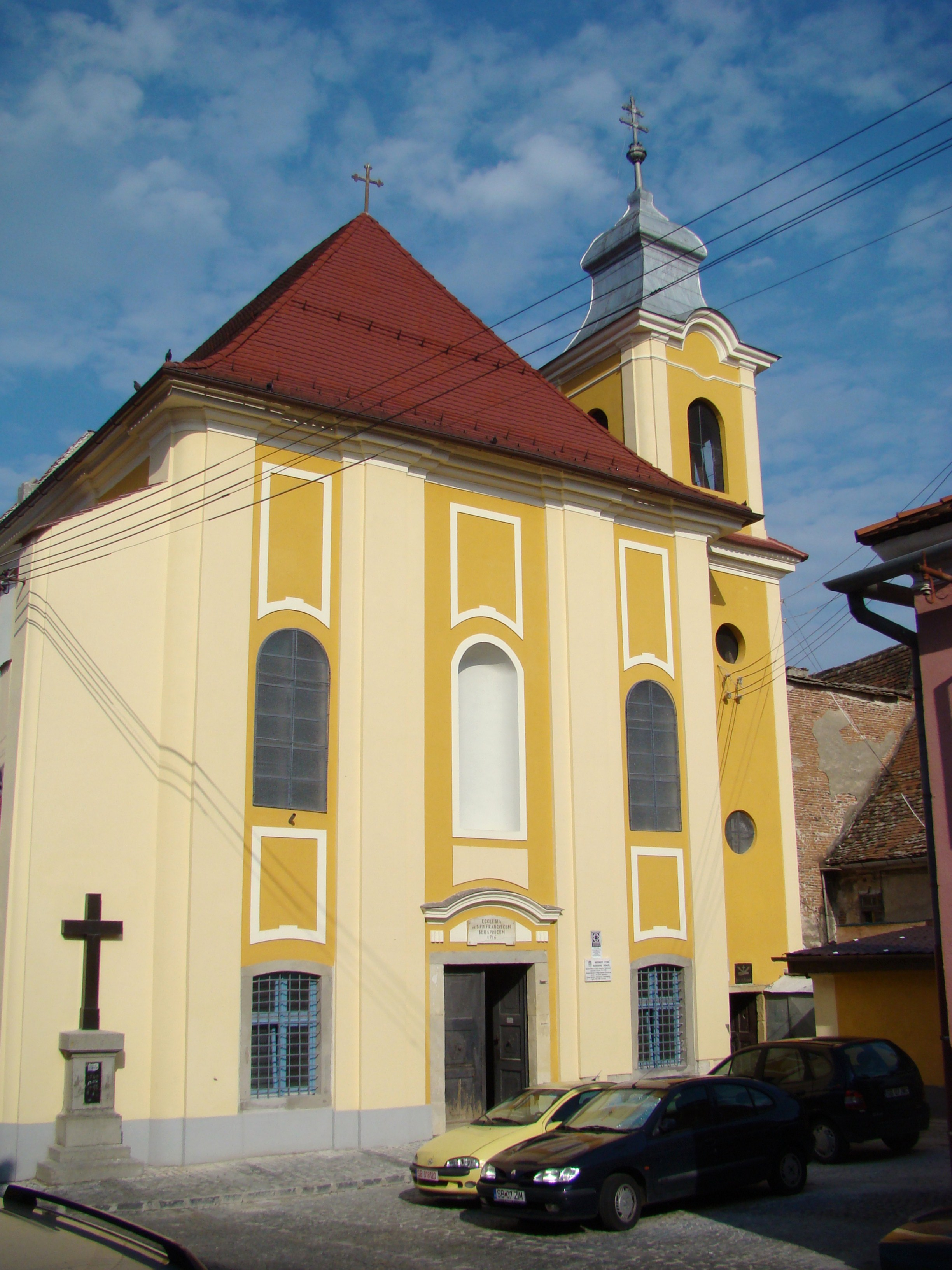
Römisch-katholische Kirche hl. Franziskus in Hermannstadt

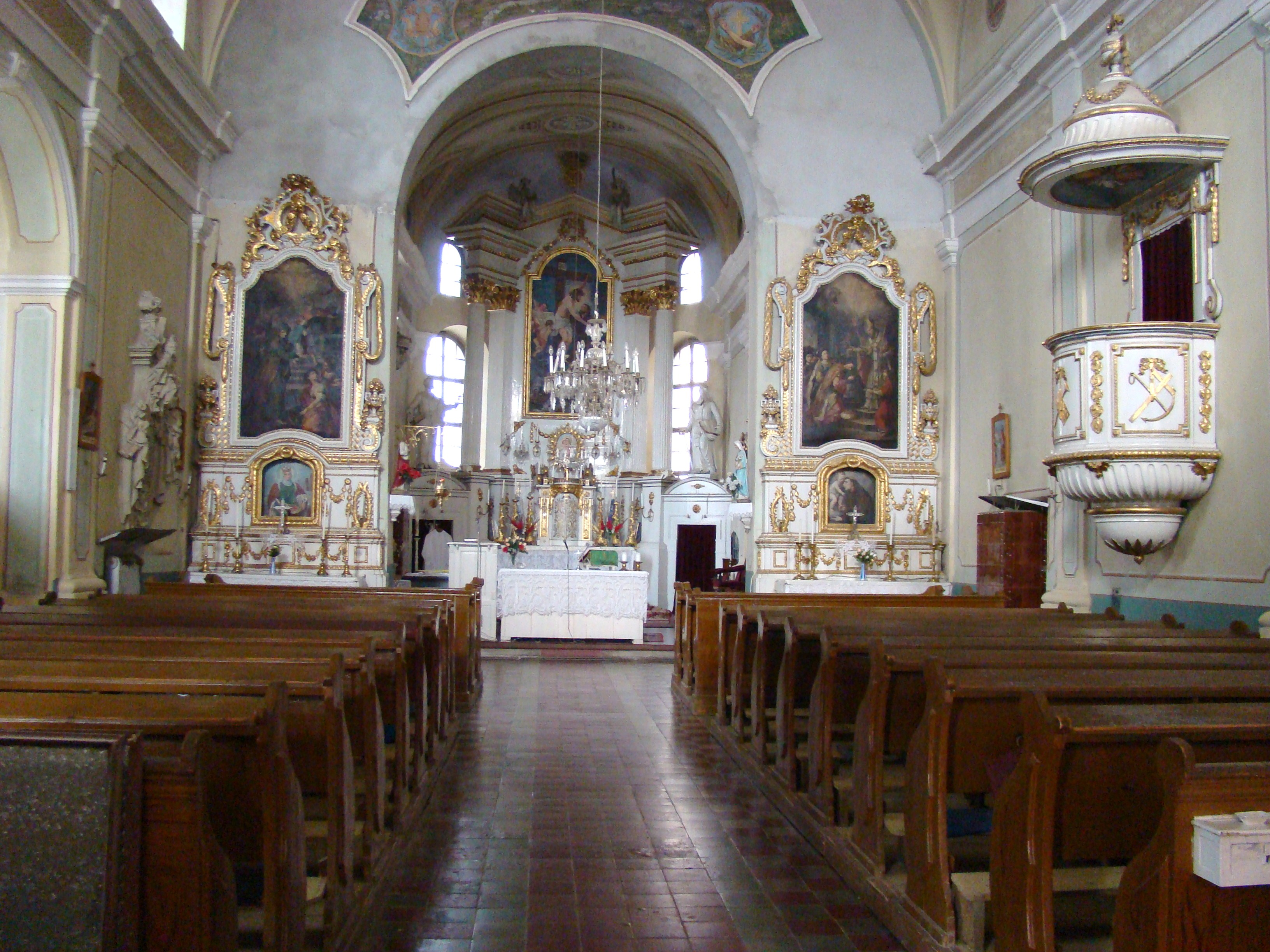
Innenansicht. Links im Bild das Grabmal von Damian Hugo von Virmont, kaiserlicher Botschafter bei der Hohen Pforte in Istanbul.

Die Franziskanerkirche (rumänisch Biserica franciscanilor) ist eine römisch-katholische Klosterkirche aus dem 15. Jahrhundert in Hermannstadt. Sie ist mit der Kirchweihe dem Patronat des hl. Franz von Assisi anvertraut. Das Bauwerk steht unter Denkmalschutz.

## Geschichte
Das alte Franziskanerkloster existierte bereits im 13. Jahrhundert in Hermannstadt. Das Kloster wurde 1302 urkundlich erwähnt, im Zusammenhang mit seiner Plünderung durch Graf Wasmund, der vor 1300 verstarb. Der Konvent bestand aus Franziskanermönchen aus dem Rheinland. 1323 ist Guardian Conrad attestiert. Im Zuge der Reformation wurden die Franziskaner vom Magistrat Hermannstadts aufgefordert, die Stadt zu verlassen. 1556 verließen sie Hermannstadt und kehrten 1716 zurück, als die kaiserlichen Behörden ihnen dieses Recht zusprachen. Am 5. September 1716 bekamen sie die Genehmigung, ein ehemaliges Kloster (vermutlich, das der Klarissen) wieder aufzubauen und zu bewohnen.
Der Umbau der gotischen Kirche in der heutigen strada Șelarilor, früher Franziskanergasse, erfolgte im Barockstil und wurde 1723 beendet. Hauptfinanzierer der Umbaumaßnahmen waren Feldmarschall Stephan von Stainville, Generalkommandant der kaiserlichen Truppen in Hermannstadt, und sein Nachfolger, General Damian Hugo von Virmont. Beide fanden ihre letzte Ruhestätte in der Franziskanerkirche. Stainville wurde in der Krypta unterhalb der Kirche beigesetzt, Damian Hugo von Virmont erhielt ein barockes Grabmal innerhalb der Kirche.
In der Zwischenkriegszeit diente die Kirche auch als Gotteshaus einer Pfarrei der rumänisch griechisch-katholischen Kirche. Kirchenpfleger war General Ioan Boeriu, der sich als Rentner in Hermannstadt betätigte.